# Eberlanzia
Eberlanzia es un género con 32 especies de plantas suculentas perteneciente a la familia Aizoaceae.

## Taxonomía
El género fue descrito por Martin Heinrich Gustav Schwantes y publicado en Zeitschrift für Sukkulentenkunde. Berlin 2: 189. 1926.

## Especies seleccionadas
- Eberlanzia aculeata
- Eberlanzia albertensis
- Eberlanzia armata